# Заклинье (Старорусский район)
Заклинье — деревня в Старорусском районе Новгородской области в составе Наговского сельского поселения.

## География
Находится в южной части Новгородской области на расстоянии приблизительно 22 км на северо-запад по прямой от железнодорожного вокзала города Старая Русса.

## История
На карте 1840 года уже была обозначена. В 1908 году здесь (Старорусский уезд Новгородской губернии) было учтено 19 дворов.

## Население
Численность населения: 128 человек (1908 год), 16 (русские 94 %) в 2002 году, 2 в 2010.